# People Express
People Express (im Außenauftritt PEOPLExpress) war eine US-amerikanische Billigfluggesellschaft mit Sitz in Newark und Basis am dortigen Newark Liberty International Airport.

## Geschichte
People Express wurde am 30. April 1981 als eine der ersten Billigfluggesellschaften der USA gegründet und nahm im selben Jahr den Flugbetrieb auf. Nach einem phänomenalen Wachstum scheiterte People Express schließlich an der Übernahme der ehemaligen Frontier Airlines (nicht zu verwechseln mit der noch heute aktiven, „neuen“ Frontier Airlines). Obwohl die fusionierte Gesellschaft zur fünftgrößten Fluglinie der USA wurde, zeigte sich, dass die Geschäftsmodelle der beiden Fluglinien einfach zu unterschiedlich waren, um Synergien zu nutzen und am Markt erfolgreich bestehen zu können. Hinzu kam, dass nun auch andere Fluggesellschaften in das Marktsegment der Billigfluggesellschaft drängten. People Express wurde schließlich am 1. Februar 1987 von Continental Airlines übernommen und vollständig in diese integriert.

## Ziele
People Express bediente zahlreiche nationale Ziele, flog von Newark aber auch internationale Destinationen, wie Montreal, Brüssel und London Gatwick an. Nach Brüssel wurde später auch eine Nonstopverbindung von San Francisco eingerichtet.

## Flotte
- 50 Boeing 727-200
- 17 Boeing 737-100
- 05 Boeing 737-200
- 07 Boeing 747-200